# Nicolas Maurice (général)
Pour les articles homonymes, voir Nicolas Maurice, Maurice et Dufort.
Nicolas Maurice dit Dufort, né le 15 mai 1762 à Thionville (Luxembourg français), mort le 31 décembre 1839 à Versailles (Yvelines), est un général français de la Révolution et de l’Empire.

## États de service
Après avoir été élève à l’école du génie de Mézières de 1779 à 1781, il entre comme simple soldat dans le régiment de Colonel-Général hussards le 26 octobre 1783. Il passe fourrier le 20 août 1784, maréchal des logis-chef le 30 mai 1788, et il est employé à la rédaction des manœuvres des troupes à cheval.
Il est nommé quartier-maître au 21e régiment de cavalerie le 11 mai 1789, et capitaine le 25 novembre 1792. Il participe à la campagne de 1792, à l’armée du Nord, et il se trouve enfermé dans la forteresse de Landau en 1793. Il est promu chef d’escadron le 3 juin, chef de brigade le 26, et général de brigade le 23 août suivant, mais il n’accepte pas cette dernière et il continue de servir à la tête de son régiment jusqu’au 12 janvier 1794, date de sa destitution.
Il est réintégré le 22 décembre 1794, comme chef de brigade dans son ancien régiment, et il participe à toutes les campagnes de la République jusqu’à l’an VII. Le 15 août 1799, il est appelé par le ministre de la guerre, au commandement en second de l’école d’instruction des troupes à cheval, et il le nomme commandant en chef de cette école le 28 septembre 1801. Il est fait chevalier de la Légion d’honneur le 11 décembre 1803, et il est créé Chevalier de Saint-Chauvaud le 2 juillet 1808.
Le 1er septembre 1810, il prend le commandement de la 32e légion de gendarmerie, et il est élevé au grade d’officier de la Légion d’honneur le 30 juin 1811.
Lors de la première restauration, il est investi le 5 septembre 1814, du commandement de la 12e légion de gendarmerie, qu’il conserve jusqu’au 1er septembre 1815, date de son admission à la retraite.
Il meurt le 31 décembre 1839, à Versailles.

## Sources
- (en) « Generals Who Served in the French Army during the Period 1789 - 1814: Eberle to Exelmans »
- « La noblesse d’Empire » (consulté le 4 juin 2014)
- « Cote LH/1802/59 », base Léonore, ministère français de la Culture
- A. Lievyns, Jean Maurice Verdot, Pierre Bégat, Fastes de la Légion-d'honneur, biographie de tous les décorés accompagnée de l'histoire législative et réglementaire de l'ordre, Bureau de l’administration, janvier 1844, 529 p. (lire en ligne), p. 325.
- (pl) « Napoléon.org.pl »